# Districte de Chagai
El districte de Chagai és una divisió administrativa de la província de Balutxistan, al Pakistan, el districte més gran del país. Pakistan va fer en aquest districte les seves proves nuclears a les muntanyes Ras Koh. Al cens de 1998 la població era de 202.562 habitants (el 1901 eren 21.689 amb 32 pobles). La superfície és de 50.545 km²

## Història
La història antiga és desconeguda. Se suposa que hi van arribar perses, grecs, àrabs i mongols. El 1740 Nadir Shah de Pèrsia va cedir Nushki en feu a un cap balutxi de Kharan, però poc després va passar a mans dels brahuis de Kalat i va esdevenir un districte del kanat. Henry Pottinger va visitar la regió el 1810 i Sir Charles Mac Gregor el 1877.
El 1886 l'emir de l'Afganistan va ocupar la zona però el 1897 va quedar (junt amb Sinjrani occidental) dins l'esfera britànica per acord de la comissió conjunta de límits i reintegrada a Balutxistan; fou designat un agent polític per assolir l'administració. El juny de 1899 el districte de Nushki fou cedit per Kalat al govern de l'Índia Britànica a canvi d'una renda de 9000 rúpies anuals i es va formar el districte de Chagai amb el tahsil de Nushki, el territori de Westerm Sinjrani i el subtahsils de Chagai (amb capital a Dalbandin), i més tard es van crear els de Naukundi i Dak. Formava part de l'Agència del Balutxistan. L'autoritat estava en mans d'un Assistent polític auxiliat per un assistent de districte, un supertindent de policia, un tahsildar, i un naib tahsildar per cada subtahsil. La capital era a Nushki.
El subtahsil de Naukundi o Nokundi fou convertit en tahsil el 1950. El 1957 el districte de Chaggai fou incorporat al districte de Kalat però en fou separat el 1959. L'1 de febrer de 1978 es va formar la subdivisió de Dalbandin amb el tahsil del mateix nom.
El 1981 es va crear el subtahsil de Taftan. El setembre de 1989 Nushki es va segregar per formar un districte separat unit a Dabaldin. Actualment està dividit en: 
- Chagai, subtahsil
- Dak, subtahsil
- Nokundi, tahsil
- Taftan, subtahsil

Dins el districte de Nushki van quedar:
- Dalbandin, subdivisió i tahsil
- Nushki, subdivisió i tahsil

## Topografia
Està situat entre les muntanyes Sarlath a l'est fins a les Koh-i-Malik Siah a l'est amb una llargada de 576 quilòmetres i una amplada mitjana de 80 quilòmetres. Al nord té la regió desèrtica que pertany a l'Afganistan (regió al sud del riu Helmand); aquest límit fou establert per una comissió conjunta angloafganesa el 1896; el límit amb Pèrsia es va fixar per una comissió conjunta iranopakistanesa el 1959.